# Piano blues
Pour le film documentaire, voir Piano Blues.
Genres dérivés
R&B, swing, rock 'n' roll
Le piano blues est un genre de blues qui se caractérise par l'utilisation du piano comme instrument principal. Le boogie-woogie est sans doute le genre le plus connu de piano blues, même si le swing, le R&B, le rock 'n' roll et le jazz ont également été fortement influencés par des pianistes de blues. Parmi les pianistes de blues les plus réputés sont inclus Memphis Slim, Otis Spann, Sunnyland Slim, Pinetop Perkins, Dr. John, et Ray Charles.